# ブエノスアイレス大司教区

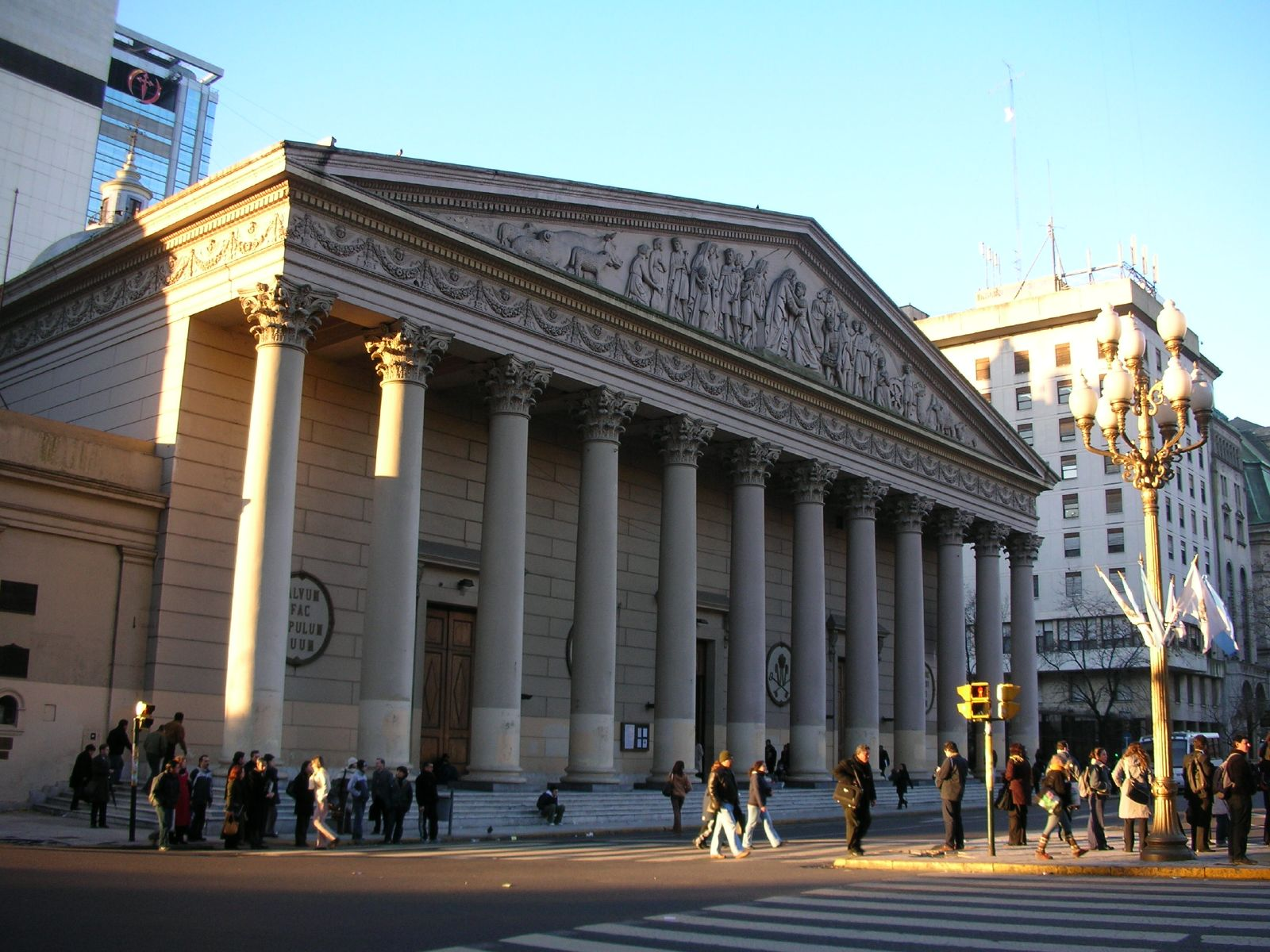
ブエノスアイレス大聖堂 外観

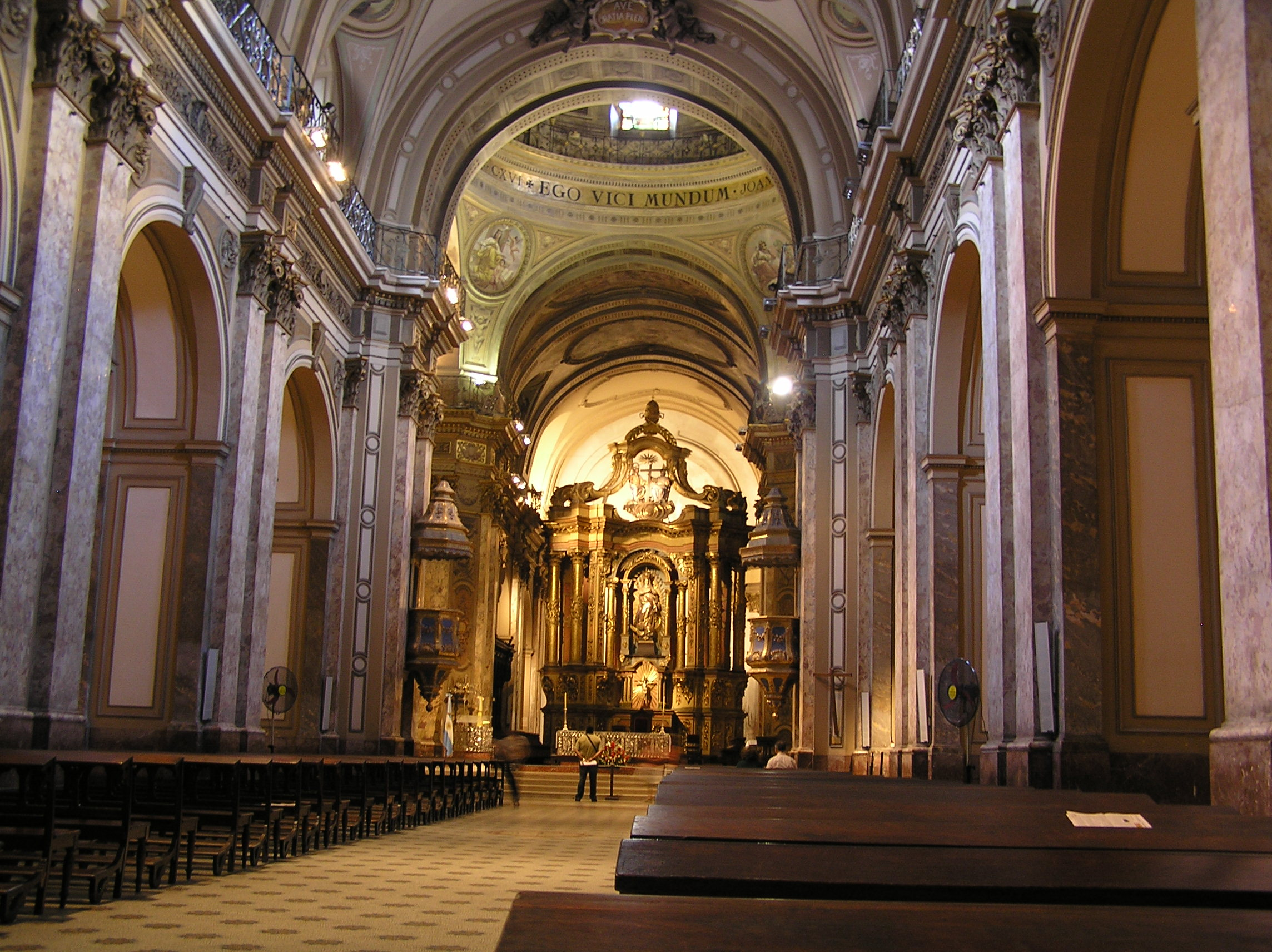
聖堂内 身廊

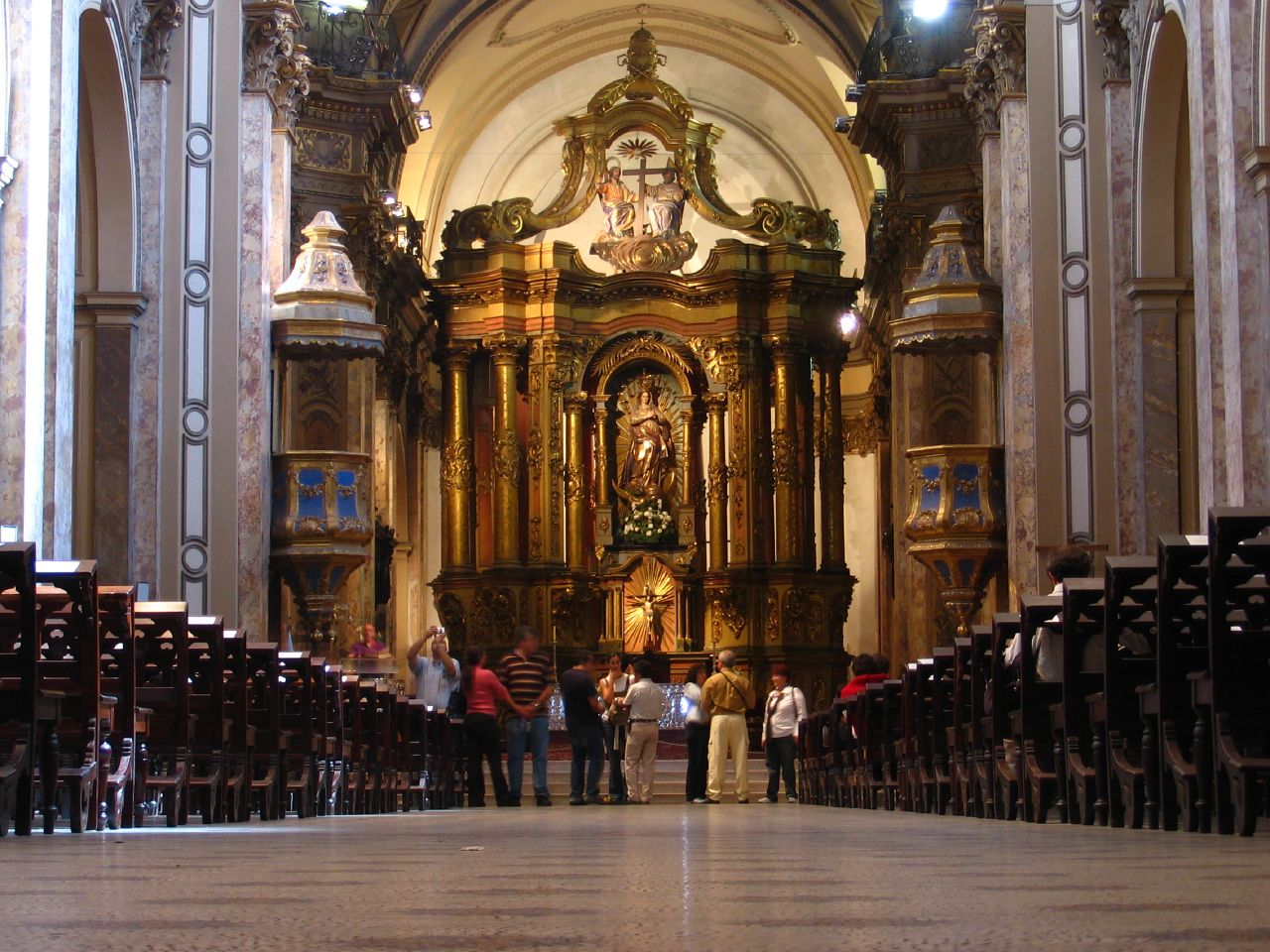
聖堂内 祭壇前

ブエノスアイレス大司教区（羅: Archidioecesis Bonaërensis）はアルゼンチンの首都ブエノスアイレス自治市を管轄区域とするカトリック教会の教会法上の領域であり、教区である。ブエノスアイレス大聖堂を母教会とする。

## 概要
ブエノスアイレス大司教区の領域は203平方キロメートルを有し、人口は272万9610人（2005年）、うち約250万人がカトリックの信徒であり、182区の小教区によって構成される。フローレス区、デボト区、ベルグラーノ区、中央区という四つの地域の司教代理がそれぞれを司牧し、各地域がさらに二十に分けられて助祭により司牧されている。
ブエノスアイレス大司教区は十一の属司教区を率いる。
1. アベジャネーダ＝ラヌース教区（英語版）
2. グレゴリオ・デ・ラフェレーレ教区（英語版）
3. ロマス・デ・サモーラ教区（英語版）
4. メルロ＝モレーノ教区（英語版）
5. モロン教区（英語版）
6. ブエノスアイレス聖シャーベル教区（英語版）（マロン派）
7. サン・イシドロ教区（英語版）
8. サン・フスト教区（英語版）
9. サン・マルティン教区（英語版）
10. サン・ミゲル教区（英語版）
11. ブエノスアイレス聖母マリア賛助教区（英語版）（ウクライナ東方カトリック教会）

## 来歴
ブエノスアイレス大司教区は、元々は1620年4月6日にパラグアイ司教区から分離独立した教区であり、当初は司教区として設立された。その後、1866年3月5日に司教区から大司教区へと格上げされたが、同時に、それまで同教区が率いていたモンテビデオ大司教区、パラナ大司教区、ラプラタ大司教区、ビエドマ司教区という広大な区域が、新たに別の教区として分離独立した。
2013年3月13日、時の大司教であったホルヘ・マリオ・ベルゴリオが「フランシスコ」の名で教皇に選出された。その後、教皇フランシスコは2013年3月28日よりマリオ・アウレリオ・ポリを後任のブエノスアイレス大司教として任命した。

## 裁治権者一覧
1620年4月6日にブエノスアイレス司教区が設立されてからの裁治権者の一覧は以下のとおり。

### 司教
1. ペドロ・カランサ（スペイン語版）、カルメル会（1620年3月30日任命 - 1632年2月29日帰天、初の司教）
2. クリストーバル・デ・アレスティ（スペイン語版）、ベネディクト会（1635年12月3日着任 - 1641年帰天）
3. クリストーバル・デ・ラ・マンチャ・イ・ベラスコ（スペイン語版）、ドミニコ会（1641年8月31日着任 - 1773年7月4日帰天）
4. アントニオ・デ・アスコナ・インベルト（スペイン語版）（1676年3月9日着任 - 1700年2月19日帰天）
5. ガブリエル・デ・アレーギ・イ・グティエレス（スペイン語版）、フランシスコ会（1712年6月23日着任 - 1716年クスコ司教（英語版）に任命）
6. ペドロ・デ・ファハルド（スペイン語版）、三位一体会（英語版）（1713年3月22日着任 - 1729年12月16日帰天）
7. フアン・デ・アレーギ（英語版）、フランシスコ会（1730年11月22日着任 - 1736年12月19日帰天）
8. ホセ・デ・ペラルタ・バルヌエボ（スペイン語版）、ドミニコ会（1738年3月19日着任 - 1746年6月14日ラパス司教（英語版）に任命）
9. カシェタノ・マルセリャーノ・イ・アグラモント（スペイン語版）（1749年1月23日着任 - 1757年3月23日トルヒーリョ司教（英語版）に任命）
10. ホセ・アントニオ・バスルコ・イ・エレーラ（スペイン語版）（1757年4月2日着任 - 1761年2月5日帰天）
11. マヌエル・アントニオ・デ・ラ・トーレ（スペイン語版）（1762年7月14日着任 - 1776年10月20日帰天）
12. セバスティアン・マルバル・イ・ピント（スペイン語版）、フランシスコ会（1777年10月19日着任 - 1783年12月15日サンティアゴ・デ・コンポステーラ大司教（英語版）に任命）
13. マヌエル・アサモール・イ・ラミーレス（スペイン語版）（1785年1月27日着任 - 1796年10月2日帰天）
14. ペドロ・イノセンシオ・ベハラーノ（スペイン語版）（1797年7月3日着任 - 1801年2月23日シグエンサ司教（英語版）に任命）
15. ベニート・ルエ・イ・リエガ（スペイン語版）（1802年8月9日着任 - 1812年3月22日帰天）
16. マリアーノ・メドラノ（スペイン語版）（1829年10月7日着任 - 1851年4月7日帰天）

### 大司教（太字は枢機卿を兼ねる）
1. マリアーノ・ホセ・デ・エスカラーダ（スペイン語版）（1854年6月23日任命 - 1870年7月28日帰天、初の大司教）
2. レオン・フェデリーコ・アネイロス（スペイン語版）（1873年7月25日着任 - 1894年9月3日帰天）
3. ウラディスラオ・カスティリャーノ（スペイン語版）（1895年9月12日任命 - 1900年2月6日帰天）
4. マリアーノ・アントニオ・エスピノーサ（スペイン語版）（1900年8月24日着任 - 1923年4月8日帰天）
5. ホセ・マリア・ボッターロ（スペイン語版）、フランシスコ会（1926年9月9日着任 - 1932年7月20日退任）
6. サンティアゴ・コペーリョ（英語版）（1932年9月20日着任 - 1959年3月25日ローマ教皇庁尚書院（英語版）長官に任命、初の枢機卿）
7. フェルミン・エミリオ・ラフィーテ（英語版）（1959年3月25日着任 - 1959年8月8日帰天）
8. アントニオ・カッジャーノ（英語版）（1959年8月15日任命 - 1975年4月22日退任）
9. フアン・カルロス・アランブル（英語版）（1975年4月22日着任 - 1990年7月10日退任）
10. アントニオ・カラシーノ（英語版）（1990年7月10日着任 - 1998年2月28日帰天）
11. ホルヘ・マリオ・ベルゴリオ、イエズス会（1998年2月28日着任 - 2013年3月13日教皇に選出）
12. マリオ・アウレリオ・ポリ（英語版）（2013年3月28日任命 - 2023年5月26日退任）
13. ホルヘ・ガルシア・クエルバ（英語版）（2023年5月26日任命)